# كلكش (ميانة)
كلكش هي قرية في مقاطعة ميانة، إيران. يقدر عدد سكانها بـ 23 نسمة بحسب إحصاء 2016.